# Anastasios Dōnīs
Anastasios Dōnīs (in greco Αναστάσιος Δώνης?; Blackburn, 29 agosto 1996) è un calciatore greco con cittadinanza britannica, attaccante dell'Arīs Salonicco.

## Biografia
Figlio di Giōrgos, ex calciatore ed ora allenatore, e fratello minore di Chrīstos Dōnīs, anch'egli calciatore.

## Carriera

### Club
Dopo avere giocato nelle giovanili della Juventus (che a sua volta lo ha preso dal Panathīnaïkos), il 20 luglio 2015 viene ceduto a titolo temporaneo al Lugano, squadra militante nella Super League elvetica, con cui mette a segno 8 gol nelle 29 apparizioni stagionali.
Il 20 luglio 2016 passa al Nizza in prestito con diritto di riscatto.
Il 1º luglio 2017 si trasferisce per 4 milioni di euro allo Stoccarda, firmando un quadriennale con il club tedesco e decidendo di indossare la maglia numero 14.
Il 3 settembre 2019 torna in Francia, trasferendosi allo Stade Reims e chiude la sua esperienza francese con 18 presenze totali in campionato e nessuna rete.
Il 1º febbraio 2021, poco impiegato con il club francese, si trasferisce a titolo temporaneo al VVV-Venlo, dove ritrova il fratello Chrīstos Dōnīs, anche lui in prestito dall'Ascoli.

### Nazionale
Donis ha rappresentato la Grecia su più livelli. Avrebbe anche potuto giocare per l'Inghilterra fino alla nascita, ma invece preferì giocare per la Grecia.
Nell'ottobre 2013, viene convocato per la prima volta nella nazionale Under-19. Ha fatto il suo debutto il 16 ottobre 2013 nella sconfitta per 3-0 contro i pari età dell'Austria. Un mese dopo, segna i suoi primi due gol contro la Bulgaria.
Nel marzo 2016, viene convocato per la prima volta in nazionale Under-21. Pochi giorni dopo il 24 marzo 2016 esordisce nel pareggio interno per 0-0 contro i pari età dell'Albania.  Sette mesi dopo, il 10 ottobre 2016, mette a segno il suo primo gol nella vittoria per 3-1 contro l'Ungheria.
Il 1º giugno 2017 viene convocato in nazionale maggiore per la partita contro la Bosnia ed Erzegovina. Il 9 giugno 2017, fa il suo esordio entrando al posto dell'infortunato Anastasios Bakasetas. Due mesi dopo, il 31 agosto 2017, fa la sua prima presenza da titolare, in uno 0-0 contro l'Estonia.
Il 23 marzo 2019 in occasione della partita tra Grecia e Liechtenstein valevole per le qualificazioni al campionato europeo di calcio 2020 sigla la sua prima rete in nazionale maggiore.

## Statistiche

### Presenze e reti nei club
Statistiche aggiornate al 28 ottobre 2024.
| Stagione           | Squadra            | Campionato         | Campionato | Campionato | Coppe nazionali | Coppe nazionali | Coppe nazionali | Coppe continentali | Coppe continentali | Coppe continentali | Altre coppe | Altre coppe | Altre coppe | Totale | Totale |
| Stagione           | Squadra            | Comp               | Pres       | Reti       | Comp            | Pres            | Reti            | Comp               | Pres               | Reti               | Comp        | Pres        | Reti        | Pres   | Reti   |
| ------------------ | ------------------ | ------------------ | ---------- | ---------- | --------------- | --------------- | --------------- | ------------------ | ------------------ | ------------------ | ----------- | ----------- | ----------- | ------ | ------ |
| gen.-giu. 2015     | Sassuolo           | A                  | 0          | 0          | CI              | 0               | 0               | -                  | -                  | -                  | -           | -           | -           | 0      | 0      |
| 2015-2016          | Lugano             | SL                 | 25         | 4          | CS              | 4               | 4               | -                  | -                  | -                  | -           | -           | -           | 29     | 8      |
| 2016-2017          | Nizza              | L1                 | 18         | 5          | CF+CdL          | 0+1             | 0               | UEL                | 3                  | 0                  | -           | -           | -           | 22     | 5      |
| 2017-2018          | Stoccarda          | BL                 | 18         | 2          | CG              | 1               | 0               | -                  | -                  | -                  | -           | -           | -           | 19     | 2      |
| 2018-2019          | Stoccarda          | BL                 | 24+2       | 5          | CG              | 1               | 0               | -                  | -                  | -                  | -           | -           | -           | 25     | 5      |
| ago.-set. 2019     | Stoccarda          | ZL                 | 1          | 0          | CG              | 0               | 0               | -                  | -                  | -                  | -           | -           | -           | 1      | 0      |
| Totale Stoccarda   | Totale Stoccarda   | Totale Stoccarda   | 43+2       | 7          |                 | 2               | 0               |                    | -                  | -                  |             | -           | -           | 47     | 7      |
| set. 2019-2020     | Stade Reims        | L1                 | 15         | 0          | CF+CdL          | 1+4             | 0               | -                  | -                  | -                  | -           | -           | -           | 20     | 0      |
| 2020-feb. 2021     | Stade Reims        | L1                 | 3          | 0          | CF              | 0               | 0               | UEL                | 1                  | 0                  | -           | -           | -           | 4      | 0      |
| feb.-giu. 2021     | VVV-Venlo          | ED                 | 5          | 0          | CO              | 1               | 0               | -                  | -                  | -                  | -           | -           | -           | 6      | 0      |
| 2021-2022          | Stade Reims        | L1                 | 13         | 0          | CF              | 1               | 0               | -                  | -                  | -                  | -           | -           | -           | 14     | 0      |
| Totale Stade Reims | Totale Stade Reims | Totale Stade Reims | 31         | 0          |                 | 6               | 0               |                    | 1                  | 0                  |             | -           | -           | 38     | 0      |
| 2022-2023          | APOEL              | A                  | 14+2       | 5          | CC              | 2               | 0               | UECL               | 0                  | 0                  | -           | -           | -           | 18     | 5      |
| 2023-2024          | APOEL              | A                  | 17+10      | 2          | CC              | 1               | 0               | UECL               | 0                  | 0                  | -           | -           | -           | 28     | 2      |
| 2024-2025          | APOEL              | A                  | 5          | 1          | CC              | 0               | 0               | UCL+UEL+UECL       | 4+2+0              | 0+1+0              | SC          | 0           | 0           | 11     | 2      |
| Totale APOEL       | Totale APOEL       | Totale APOEL       | 48         | 8          |                 | 3               | 0               |                    | 6                  | 1                  |             | -           | -           | 57     | 9      |
| Totale carriera    | Totale carriera    | Totale carriera    | 172        | 24         |                 | 17              | 4               |                    | 10                 | 1                  |             | 0           | 0           | 199    | 29     |

### Cronologia presenze e reti in nazionale
| Cronologia completa delle presenze e delle reti in nazionale ― Grecia | Cronologia completa delle presenze e delle reti in nazionale ― Grecia | Cronologia completa delle presenze e delle reti in nazionale ― Grecia | Cronologia completa delle presenze e delle reti in nazionale ― Grecia | Cronologia completa delle presenze e delle reti in nazionale ― Grecia | Cronologia completa delle presenze e delle reti in nazionale ― Grecia | Cronologia completa delle presenze e delle reti in nazionale ― Grecia | Cronologia completa delle presenze e delle reti in nazionale ― Grecia |
| Data                                                                  | Città                                                                 | In casa                                                               | Risultato                                                             | Ospiti                                                                | Competizione                                                          | Reti                                                                  | Note                                                                  |
| --------------------------------------------------------------------- | --------------------------------------------------------------------- | --------------------------------------------------------------------- | --------------------------------------------------------------------- | --------------------------------------------------------------------- | --------------------------------------------------------------------- | --------------------------------------------------------------------- | --------------------------------------------------------------------- |
| 9-6-2017                                                              | Zenica                                                                | Bosnia ed Erzegovina                                                  | 0 – 0                                                                 | Grecia                                                                | Qual. Mondiali 2018                                                   | -                                                                     | 50’ 59’                                                               |
| 31-8-2017                                                             | Atene                                                                 | Grecia                                                                | 0 – 0                                                                 | Estonia                                                               | Qual. Mondiali 2018                                                   | -                                                                     |                                                                       |
| 3-9-2017                                                              | Atene                                                                 | Grecia                                                                | 1 – 2                                                                 | Belgio                                                                | Qual. Mondiali 2018                                                   | -                                                                     |                                                                       |
| 7-10-2017                                                             | Nicosia                                                               | Cipro                                                                 | 1 – 2                                                                 | Grecia                                                                | Qual. Mondiali 2018                                                   | -                                                                     | 75’ 86’                                                               |
| 23-3-2018                                                             | Atene                                                                 | Grecia                                                                | 0 – 1                                                                 | Svizzera                                                              | Amichevole                                                            | -                                                                     | 63’                                                                   |
| 27-3-2018                                                             | Zurigo                                                                | Egitto                                                                | 0 – 1                                                                 | Grecia                                                                | Amichevole                                                            | -                                                                     | 46’                                                                   |
| 11-9-2018                                                             | Budapest                                                              | Ungheria                                                              | 2 – 1                                                                 | Grecia                                                                | UEFA Nations League 2018-2019 - 1º turno                              | -                                                                     | 46’                                                                   |
| 23-3-2019                                                             | Vaduz                                                                 | Liechtenstein                                                         | 0 – 2                                                                 | Grecia                                                                | Qual. Euro 2020                                                       | 1                                                                     |                                                                       |
| 26-3-2019                                                             | Zenica                                                                | Bosnia ed Erzegovina                                                  | 2 – 2                                                                 | Grecia                                                                | Qual. Euro 2020                                                       | -                                                                     | 17’                                                                   |
| 12-10-2019                                                            | Roma                                                                  | Italia                                                                | 2 – 0                                                                 | Grecia                                                                | Qual. Euro 2020                                                       | -                                                                     | 67’                                                                   |
| 15-11-2019                                                            | Erevan                                                                | Armenia                                                               | 0 – 1                                                                 | Grecia                                                                | Qual. Euro 2020                                                       | -                                                                     | 81’                                                                   |
| Totale                                                                |                                                                       | Presenze                                                              | 11                                                                    |                                                                       | Reti                                                                  | 1                                                                     |                                                                       |

## Palmarès

### Club

#### Competizioni giovanili
- Coppa Italia Primavera: 1

Juventus: 2012-2013
- Supercoppa Primavera: 1

Juventus: 2013

#### Competizioni nazionali
- Campionato cipriota: 1

APOEL: 2023-2024
- Supercoppa di Cipro: 1

APOEL: 2024